# Tvireittuene
Die Tvireittuene (norwegisch) sind eine Gruppe von Nunatakkern im ostantarktischen Königin-Maud-Land. Sie ragen in der Payergruppe der Hoelfjella auf.
Wissenschaftler des Norwegischen Polarinstituts benannten sie 1968 in Anlehnung an die Benennung der benachbarten Moräne Tvireita.